# Daniel Urban
Daniel Urban (* 23. April 1980 in Starnberg) ist ein deutsch-italienischer Schauspieler, Moderator und Schauspielcoach.

## Leben
Urban wuchs in Umbrien in einer Kommune auf und lebte bis zum Abitur in Italien. Er stammt mütterlicherseits aus einer Künstlerfamilie, der Ernst Haider, Karl Haider und Max Haider angehören. Sein Großvater war der Drehbuchautor und Schriftsteller August Christian Riekel. Patricia Riekel, die Chefredakteurin der Magazine Bunte und Instyle, ist seine Tante.
Urban studierte Politische Wissenschaften, Philosophie und Neue Deutsche Literatur an der Ludwig-Maximilians-Universität München.
Nachdem ihm Detlef Bothe im Kinofilm Meine Frau, meine Freunde und ich (2004) seine erste Rolle gegeben hatte, studierte er Schauspiel am Lee Strasberg Institute in Los Angeles und am Herbert Berghof Studio in New York. Nach seiner Rückkehr schloss er seinen Magister in Politischen Wissenschaften, Philosophie und Psychologie ab und arbeitete u. a. für die deutsche Ausgabe des Playboy.
Ab 2010 spielte Urban in der Fernsehserie Um Himmels Willen in einer wiederkehrenden Serienrolle den Lokalreporter Gierke. 2011 war er in Herzflimmern – Die Klinik am See als Trickbetrüger Paul Brandner zu sehen. Es folgten TV-Auftritte in Aktenzeichen XY … ungelöst, wo er über mehrere Jahre hinweg in verschiedenen Rollen zu sehen war, sowie in den TV-Serien Heiter bis tödlich: Hubert und Staller (2014), SOKO 5113 (2015) und Die Chefin (2016).
2013 und 2015 stand Urban für die Bundeszentrale für politische Bildung und für das RTL2-Format Zeit für Helden für Beiträge zur Zivilcourage in Deutschland vor der Kamera. Urban verkörperte in den ersten beiden Staffeln mehrere „Antihelden“.
In der 23. Staffel der ZDF-Serie SOKO Leipzig (2022/23) war er in der Doppelfolge Family Business in einer Episodenhauptrolle als italienischer Mafia-Bösewicht Francesco Di Maria zu sehen. In der 3. Staffel der ARD-Vorabendserie Watzmann ermittelt (2023) übernahm er die kleine Rolle des Gemeindemitarbeiters Rudi. In der TV-Miniserie Die Augenzeugen (2024/25) spielte er Carlo Donatelli, den kriminellen Berater eines Clans.
Als Moderator war Urban bei „Wiesn Gaudi TV“, „Galileo Interaktiv“ und mit Star-Interviews bei „Tribute to Bambi“ tätig. Zudem moderierte er, teilweise auch zweisprachig, zahlreiche Veranstaltungen für Unternehmen wie Siemens, Volkswagen, Intel, Generali Deutschland, NTT Data und Caparol. Im Rahmen von RTL-Explosiv – Das Magazin war er mehrmals als verdeckter Reporter im Einsatz, u. a. auf dem Oktoberfest. Als Synchronsprecher ist Urban die deutsche Stimme von Erik von Markovik.
Seit 2015 unterrichtet er als Schauspielcoach am Theater werkmünchen (vormals Theater Halle 7) in den Fächern Kamera-Acting und Szenenarbeit. Weiters unterrichtete er u. a. für das Artemis-Schauspielstudio in München. Außerdem leitet er als staatlich anerkannter Ausbilder eigene Schauspiel-Workshops in Deutschland, Österreich und Italien, die auf den Schauspieltechniken von Sanford Meisner, Susan Batson, Ivana Chubbuck, Doreen Weston und Uta Hagen basieren, und entwickelte daraus ein eigenes Konzept („Wahrspieler“), das psychologische Rollenarbeit integriert.
Er lebt und arbeitet in München und in der Toskana nahe Lucca.

## Filmografie (Auswahl)

### Kino
- 2004: The love I stole – Liebe Musik und die Clique, Regie: Daniel Ponath
- 2004: Meine Frau, meine Freunde und ich, Regie: Detlef Bothe
- 2006: Ein Tag im Leben (Kurzfilm), Regie: Joe Evans
- 2011: Und Wieder (Kurzfilm), Regie: Karola Ehrenberg
- 2011: Puppenspiel (Kurzfilm), Regie: Marco Longobucco
- 2012: Gefangen, Regie: Marco Longobucco
- 2012: Haus am See, Regie: Holger Borggrefe
- 2016: Leben, Regie: Helmut Brandl (Kurzfilm, Episodenfilm)

### Fernsehen
- 2010–2021: Um Himmels Willen, Regie: Ulrich König, Karsten Wichniarz (Fernsehserie, 19 Folgen)
- 2010: Gräfliches Roulette, Regie: Ulrich König (Fernsehfilm)
- 2011: Herzflimmern – Die Klinik am See, Regie: Daniel Anderson
- 2013–2024: Aktenzeichen XY … ungelöst, Regie: David Carreras, Utz Weber u. a. (Fernsehreihe, 7 Folgen)
- 2014: Hubert und Staller: Blütenträume, Regie: Wilhelm Engelhart
- 2015: SOKO 5113: Die schwarze Acht, Regie: Bodo Schwarz
- 2016: Die Chefin: Familienlöscher, Regie: Michael Schneider
- 2019: Racko – Ein Hund für alle Fälle: Schweres Erbe, Regie: Uli Möller
- 2022: SOKO Leipzig: Family Business, Regie: Robert Del Maestro
- 2023: Watzmann ermittelt: Die Unbeugsame, Regie: John Delbridge
- 2023: Der Alte: Die Bedürftigen, Regie: Axel Barth
- 2024–2025: Die Augenzeugen, Regie: Anna-Katharina Maier (Fernsehserie, zwei Folgen)